# Fourreau
Pour les articles homonymes, voir Fourreau (homonymie).

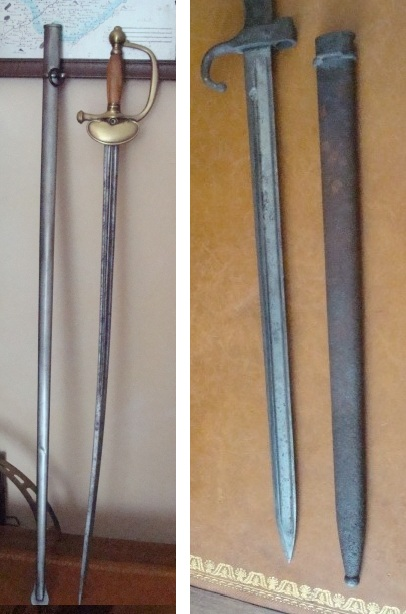
Fourreaux d'épée et de baïonnette.

Le fourreau est un étui de protection pour une arme blanche droite. Les armes ayant le plus souvent un fourreau sont les dagues et les épées. Pour un couteau, on parlera plus volontiers d’étui. Les fourreaux ont pour la plupart une construction rigide, avec une âme en bois ou en métal pouvant être recouvert de cuir, tandis que les étuis sont principalement composés de cuir. Dans les deux cas des plastiques plus ou moins rigides peuvent remplacer ces matériaux actuellement.
Les armes blanches n’ont pas toujours été protégées par un fourreau. Quand elles le furent, les fourreaux furent assez rapidement renforcés aux points fragiles, notamment le fond de fourreau où la lame à la fois pesait le plus et, amincie, était la plus à même de l’endommager. Le renfort né pour compenser s’appelle la bouterolle.
Les fourreaux tardifs étaient grandement ornementés, d’autant plus que l’arme était rarement sortie.

Épée avec son fourreau.

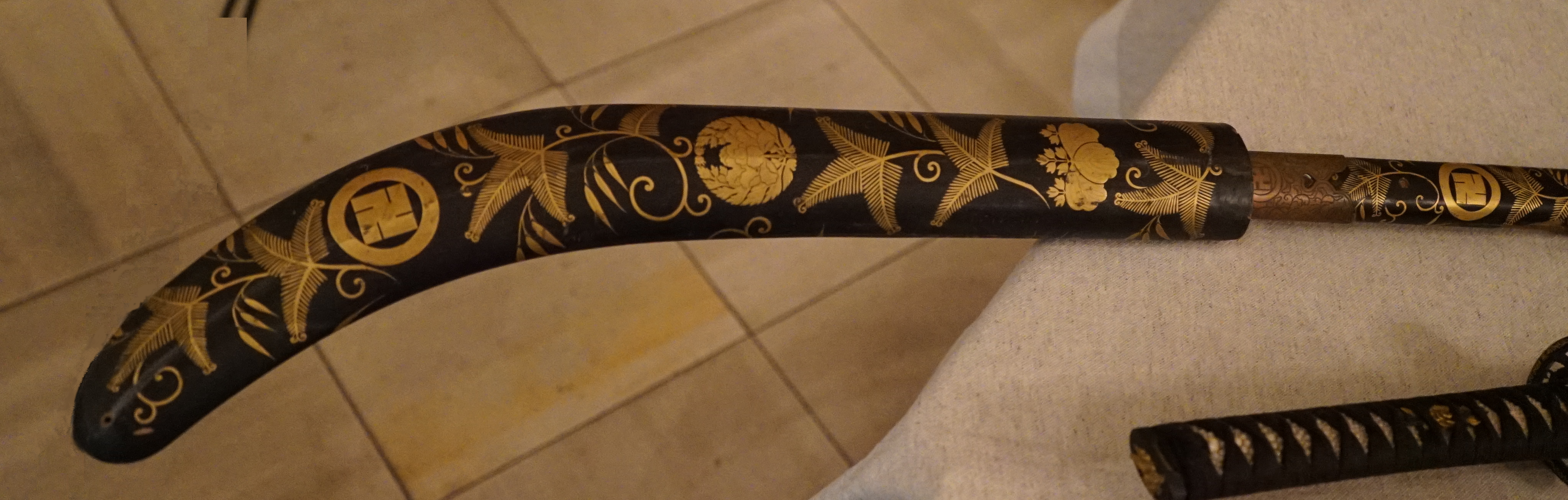
Naginata du XVIIIe siècle avec son fourreau laqué.